# Stela Enache
Stela Enache (nume real: Steriana Aurelia Bogardo, n. 24 ianuarie 1950, Reșița, Caraș-Severin, România) este o cântăreață română de muzică ușoară. A fost căsătorită cu compozitorul și cântărețul român de muzică ușoară Florin Bogardo.

## Date biografice
Încă de la șase ani începe să studieze pianul, fiind înscrisă la Școala de Muzică. În perioada 1964-1967 a urmat cursurile Școlii Populare de Artă din Reșița, secția canto. În perioada 1967-1972 a urmat cursurile Conservatorului de Muzică din Cluj. A fost perioada în care a participat la festivalurile studențești de la Iași, Târgu Mureș, Timișoara. Este remarcată de compozitorul George Grigoriu, care reușește să facă un duet inedit la acea vreme cu Stela Enache și George Enache. În 1971 a participat la Festivalul Național Mamaia, unde a obținut locul al II-lea la secțiunea "Interpretare". Interpretează în concurs piesele "Să facem florile să cânte", pe muzica lui George Grigoriu și "Țin minte", pe muzica lui Radu Șerban. În 1972 a participat din nou la aceeași secțiune a festivalului Mamaia și a obținut același premiu.
 Tot în 1971 se căsătorește cu compozitorul Florin Bogardo, cu care are doi copii. Florin Bogardo i-a încredințat peste 60 de piese. Este cooptată ca solistă a Orchestrei Electrecord, condusă de Alexandru Imre, împreună cu care face numeroase turnee în Germania, Rusia, Austria, țările nordice ș.a. După desființarea formației, devine solista trupei conduse de toboșarul Doru Danciu sub numele de Sunshine Band. În 1972 a plecat în Germania, iar apoi a efectuat turnee în toată lumea (Rusia, Austria, Elveția, Norvegia, Danemarca etc.). În 1986 a încheiat primul contract pe un vas de croazieră. De atunci cântă foarte mult pe vase de croazieră. Cu "Europa", unul dintre cele mai selecte vase de croazieră, a făcut de patru ori ocolul pământului, timp de un an. În 1977, a participat la Festivalul "Orfeul de aur" din Bulgaria. Apare alături de nume mari ale muzicii în diferite programe muzicale: Gilbert Becaud, Milva, Gloria Gaynor, Jennifer Rush, Tony Christie, The Platters, Lionel Hampton, Vicky Leandros, Al Bano etc.
Are în repertoriu peste 500 de cântece.

## Piese din repertoriu
- Pentru un sărut, (George Grigoriu)
- Ani fericiți, (Ion Cristinoiu)
- Cântec pentru mama, (Mișu Iancu)
- O ce veste mama, (Dumitru Kiriac)

compuse de Florin Bogardo
- Tu aprinsa stea
- Iarna
- Cândva o luntre albă
- Ani de liceu
- Definiție
- Apari, iubire
- N-ai să mă poți uita
- Balada pescărușilor albaștri
- Rugăciune
- E o poveste de amor
- Cum e oare
- Mă uit la tine, toamnă

## Albume
- 1983 – "Un simbol al iubirii"
- 1988 – "Extemporal la dirigenție cu…Stela Enache"
- 1989 – "Stela Enache"
- 1997 – "Melodii de Florin Bogardo interpretate de Stela Enache"